# خايرو باتينو
خايرو باتينو (بالإسبانية: Jairo Patiño)‏ هو لاعب كرة قدم كولومبي في مركز الوسط، ولد في 5 أبريل 1978 في مدينة كالي في كولومبيا. شارك مع منتخب كولومبيا لكرة القدم. أما مع النوادي، فقد لعب مع أتلتيكو ناسيونال وأتليتيكو هويلا وبانفيلد وديبورتيفو باستو وديبورتيفو كالي وريفر بليت ونادي سان لويس ونيولز أولد بويز.

## وصلات خارجية
- خايرو باتينو على موقع الاتحاد الدولي (مؤرشف)  (الإنجليزية)
- خايرو باتينو على موقع قاعدة بيانات كرة القدم.إي يو (الإنجليزية)
- خايرو باتينو على موقع ناشيونال فوتبول تيمز (الإنجليزية)
- خايرو باتينو على موقع Soccerway.com (الإنجليزية)